# Thyge Axelsen Brahe (riksråd)
Thyge (eller Tyge) Axelsen Brahe, död 7 september 1523, var en skånsk adelsman och danskt riksråd.
Han var äldste son till Axel Pedersen Brahe (død 1487) och Maren Thygesdatter Lunge. Han blev omkring 1503 gift med Magdalene Krognos, dotter till den rike Oluf Stigsen Krognos til Krapperup och Bollerups borg och Gertrud Knudsdatter Hase.
Genom detta äktenskap fick han Knutstorp i Skåne och halva Karsholm. Efter hustruns död 1510 gifte han om sig 1513 med Sophie Rud, dotter till Jørgen Mikkelsen Rud til Vedby og Kirstine Eriksdatter Rosenkrantz.
1502 var han hövitsman på Højstrup. Han blev 1513 vid Kristian II:s kröning riddare och var förlänad med en del egendom i Skåne och med Hishult i Halland som pantlän.
Han svor liksom sin bror Axel Axelsen Brahe Kristian förnyad trohet 1523, men gick, då kungen hade lämnat landet, över till Fredrik I och blev upptagen i riksrådet, men föll samma år som en av den skånska adelns ledare i en träffning utanför det belägrade Malmö.
Han är begraven i Tosterups kyrka. Bland hans barn med Sophie Rud, som gifte om sig med riksrådet Erik Madsen Bølle, är Jørgen och Otte, den senare far till astronomen Tycho Brahe,  de mest kända.